# Personne transmasculine
Une personne transmasculine est une personne assignée femme à la naissance, mais s'identifiant de manière prédominante du côté masculin du spectre des genres,.

## Catégorisation
Pour Griffin Hansbury (en), il est possible de décrire trois grands groupes de personnes transmasculines : les « woodworkers », les hommes trans ou FtM (« female-to-male » en anglais) et les personnes genderqueers.

### « Woodworkers »
Les « woodworkers » (littéralement bûcherons) forment une catégorie d'hommes trans dont la transidentité n'est connue que d'un cercle intime et dissimulée aux autres personnes, passant pour des hommes cisgenres au quotidien.

### Butch
L'identité lesbienne butch est parfois vécue comme une forme de transmasculinité.

## Santé

### Contraception
La contraception est étudiée chez les personnes transmasculines,,,,,.